# Брізі Джонсон
Брізі Джонсон (19 січня 1996 , Джексон, Вайомінг ) — американська гірськолижниця, учасниця зимових Олімпійських ігор 2018 року, призерка етапів Кубка світу. Спеціалізується на швидкісних дисциплінах.

## Спортивна кар'єра

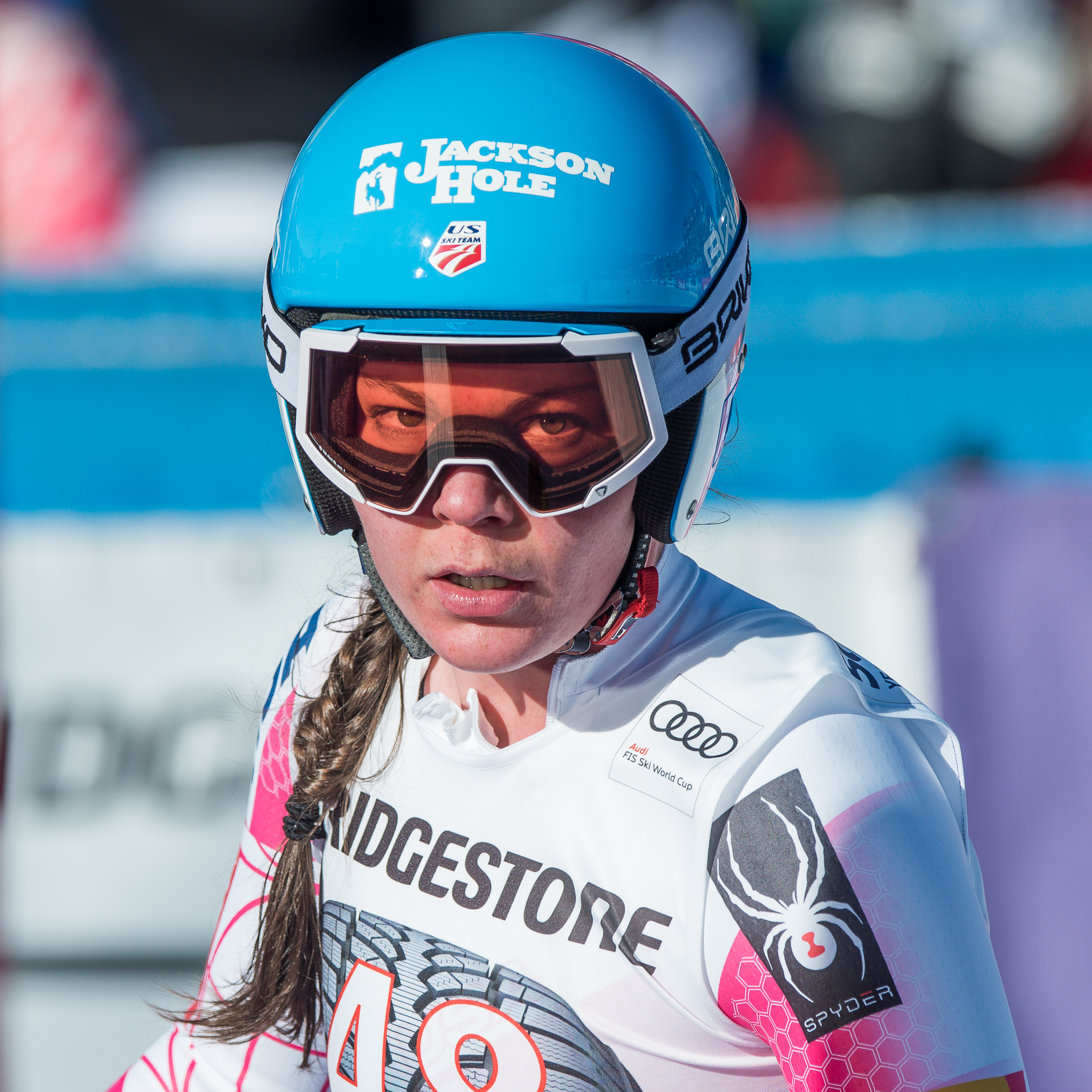
2017 рік

Брізі Джонсон народилася в Джексоні (штат Вайомінг), виховувалась у сусідньому містечку Вікторі. На лижі стала в три роки, а перші уроки їй давав батько. Ще вихованкою дитячого садка почала брати участь у дитячих змаганнях. У 13 років, потренувавшись у лижному клубі Джексон-Гоул, вона перейшла до лижної академії Роумарк у Солт-Лейк-Сіті.
У 15 років вона дебютувала на міжнародних змаганнях серед юніорів. У Кубку світу дебютувала в сезоні 2015—2016, 4 грудня у Лейк-Луїзі на трасі швидкісного спуску. Рік по тому на цій же трасі вона набрала перші бали до заліку Кубка світу.
На Чемпіонаті світу дебютувала на 2017 року в Санкт-Моріці, де посіла 15-те місце у швидкісному спуску та 28-ме — в супергіганті.
На зимових Олімпійських іграх 2018 у Пхьончхані змагалась у двох дисциплінах. Фінішувала 7-ю у швидкісному спуску та 14-ю в супергіганті.
У вересні 2018 року Брізі зазнала значної травми, розриву хрестоподібних зв'язок, через яку пропустила весь сезон 2018—2019 років і не взяла участі в чемпіонаті світу 2019 року в Оре.
У грудні 2020 року Джонсон вперше у кар'єрі зійшла на п'єдестал пошани на етапі Кубка світу. Це сталося на трасі швидкісного спуску у французькому Валь-д'Ізері. Тут їй вдалося одразу два спуски завершити на третьому місці.

## Результати в Кубку світу
Усі результати наведено за даними Міжнародної федерації лижного спорту.

### Підсумкові місця в Кубку світу за роками
| Сезон |                 |            |                    |             |                  |                         |            |
| Вік   | Загальний залік | Слалом     | Гігантський слалом | Супергігант | Швидкісний спуск | Гірськолижна комбінація |            |
| 2016  | 20              | 125        | —                  | —           | —                | 50                      | —          |
| 2017  | 21              | 53         | —                  | —           | 36               | 18                      | —          |
| 2018  | 22              | 39         | —                  | —           | 44               | 11                      | —          |
| 2019  | 23              | травмована | травмована         | травмована  | травмована       | травмована              | травмована |
| 2020  | 24              | 38         | —                  | —           | 41               | 20                      | 30         |
| 2021  | 25              | 17         | —                  | —           | 30               | 4                       | —          |
| 2022  | 26              | 5          | —                  | —           | 15               | 2                       | —          |

Станом на 18 грудня 2021

### П'єдестали в окремих заїздах
- 7 п'єдесталів (7 ШС); 18 топ-десять

| Сезон |                |                           |                  |      |
| Дата  | Місце пров.    | Дисципліна                | Місце            |      |
| 2021  | 18 грудня 2020 | Валь д'Ізер (Франція)     | Швидкісний спуск | 3-тє |
| 2021  | 19 грудня 2020 | Валь д'Ізер (Франція)     | Швидкісний спуск | 3-тє |
| 2021  | 9 січня 2021   | St. Anton (Австрія)       | Швидкісний спуск | 3-тє |
| 2021  | 22 січня 2021  | Кранс-Монтана (Швейцарія) | Швидкісний спуск | 3-тє |
| 2022  | 3 грудня 2021  | Озеро Луїза (Канада)      | Швидкісний спуск | 2-ге |
| 2022  | 4 грудня 2021  | Озеро Луїза (Канада)      | Швидкісний спуск | 2-ге |
| 2022  | 18 грудня 2021 | Валь д'Ізер (Франція)     | Швидкісний спуск | 2-ге |

## Результати на чемпіонатах світу
Усі результати наведено за даними Міжнародної федерації лижного спорту.
| Рік  |        |                    |             |                  |                         |            |
| Вік  | Слалом | Гігантський слалом | Супергігант | Швидкісний спуск | Гірськолижна комбінація |            |
| 2017 | 21     | —                  | —           | 28               | 15                      | НС1        |
| 2019 | 23     | травмована         | травмована  | травмована       | травмована              | травмована |
| 2021 | 25     | —                  | —           | 15               | 9                       | НФ1        |

## Результати на Олімпійських іграх
Усі результати наведено за даними Міжнародної федерації лижного спорту.
| Рік  |        |                    |             |                  |                         |   |
| Вік  | Слалом | Гігантський слалом | Супергігант | Швидкісний спуск | Гірськолижна комбінація |   |
| 2018 | 22     | —                  | —           | 14               | 7                       | — |